# Adrianne Palicki
Adrianne Lee Palicki (Toledo, Ohio, 6 de maig de 1983) és una actriu estatunidenca. És coneguda sobretot pels seus papers protagonistes com Tyra Collette a la sèrie dramàtica d'esport de NBC Friday Night Lights (2006-2011), com Barbara "Bobbi" Morse a la sèrie de superherois d'ABC Marvel's Agents of S.H.I.E.L.D. (2014-2016) i com a comandant Kelly Grayson a la sèrie de comèdia-drama de ciència-ficció de Fox/Hulu The Orville (2017 – actualitat).
Palicki també va tenir papers secundaris a les pel·lícules Legion (2010), Red Dawn (2012), G.I. Joe: Retaliation (2013) i John Wick (2014).

## Primers anys de vida
Palicki va néixer a Toledo, Ohio, filla de Nancy Lee (née French) i Jeffrey Arthur Palicki. Té un germà gran, Eric, que és escriptor de còmics i que va influir en el seu interès pels còmics.

## Carrera

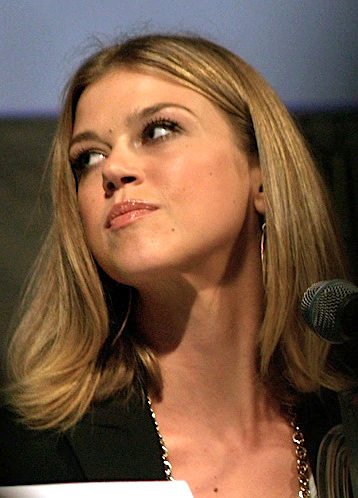
Adrianne Palicki promocionant la pel·lícula Legion del 2010 al San Diego Comic-Con.

Palicki va tenir un paper regular a les tres primeres temporades de la sèrie dramàtrica de NBC Friday Night Lights de 2006 al 2009, interpretant a Tyra Collette. A principis del 2011, va tornar pels dos últims episodis de la sèrie.
El 2003, Palicki també va aparèixer com a Judy Robinson en el pilot no venut de John Woo, The Robinsons: Lost in Space. El 2006, també va aparèixer al pilot Aquaman de WB com la malvada Nadia. El pilot no va ser recollit per a la sèrie per The CW Network, resultat de la fusió de xarxes The WB i UPN, que es va produir mentre es filmava el pilot. Va aparèixer com a Kara/Lindsay Harrison en la final de la temporada 3 de Smallville. Palicki va aparèixer a Supernatural com Jessica Moore, la núvia de Sam Winchester que és assassinada per un dimoni en el seu episodi pilot. El personatge torna a aparèixer a l'episodi de la temporada 2 de Supernatural, "What Is and What Should Never Be" i a l'episodi de la temporada 5 "Free To Be You and Me".
Va fer una aparició al vídeo musical de will.i.am "We Are the Ones" en suport de l'esperançador presidenciable de 2008 Barack Obama. El 2010, Palicki es va unir al drama televisiu de FOX Lone Star, que va ser cancel·lat després de dos episodis, tot i tenir bones crítiques. El 2011, Palicki va interpretar a Wonder Woman en un pilot del 2011 produït per David E. Kelley per a NBC. El pilot no va ser recollit com a sèrie. Va interpretar el paper recurrent de la Dr. Samantha Lake en la primera temporada de la sitcom About a Boy el 2014, reunint-se amb el showrunner de Friday Night Lights, Jason Katims.
Palicki va protagonitzar Legion (2010) i coprotagonitzar GI Joe: Retaliation (2013) en el paper femení principal de Lady Jaye. També va aparèixer en papers secundaris a Red Dawn (2012) i John Wick (2014). Tot i que inicialment va signar per protagonitzar la pel·lícula de terror de 2012 de Jamie Babbit Breaking the Girls, a causa de retards en la producció i conflictes de programació, no apareix a la pel·lícula.
L'agost de 2014, Palicki es va unir a Marvel's Agents of S.H.I.E.L.D. en un paper recurrent com a Barbara "Bobbi" Morse. Es va convertir en una de les eleccions principals després de la pausa de la temporada 2 de la temporada continuant fins que el seu personatge va sortir de la sèrie a prop del final de la temporada 3. ABC va ordenar un episodi pilot per a una sèrie derivada, Marvel's Most Wanted, amb el seu personatge en el paper principal, però no es va desenvolupar com a sèrie.
Al juliol de 2016, Palicki va ser escollida com a Kelly Grayson a The Orville, una sèrie en forma de Comèdia dramàtica de ciència-ficció creada per Seth MacFarlane, que també la protagonitza com a Captain Mercer, l'exmarit del seu personatge. La sèrie es va estrenar el 10 de setembre de 2017 i s'han emès dues temporades a FOX. Una tercera temporada està en desenvolupament.
El 2016, Palicki i el seu germà, Eric, van col·laborar en la redacció del seu primer còmic, titulat No Angel, publicat per Black Mask Studios. El primer número es va publicar el 30 de novembre de 2016.

## Vida personal
Palicki té celiaquia. El setembre de 2014, el seu representant va confirmar que estava promesa amb l'especialista de trucs Jackson Spidell, a qui va conèixer al plató de John Wick. A la Comic-Con de San Diego el 2018, es va revelar que sortia amb el coprotagonista de The Orville, Scott Grimes. Els dos van anunciar el seu compromís el gener de 2019 i es van casar el 19 de maig de 2019 a Austin, Texas. Dos mesos després, va sol·licitar el divorci el 22 de juliol de 2019. A mitjans de novembre d'aquell any, un jutge va atendre la sol·licitud de Palicki de desestimar la sol·licitud. Palicki va sol·licitar el divorci per segona vegada el 16 de juliol de 2020.

## Filmografia

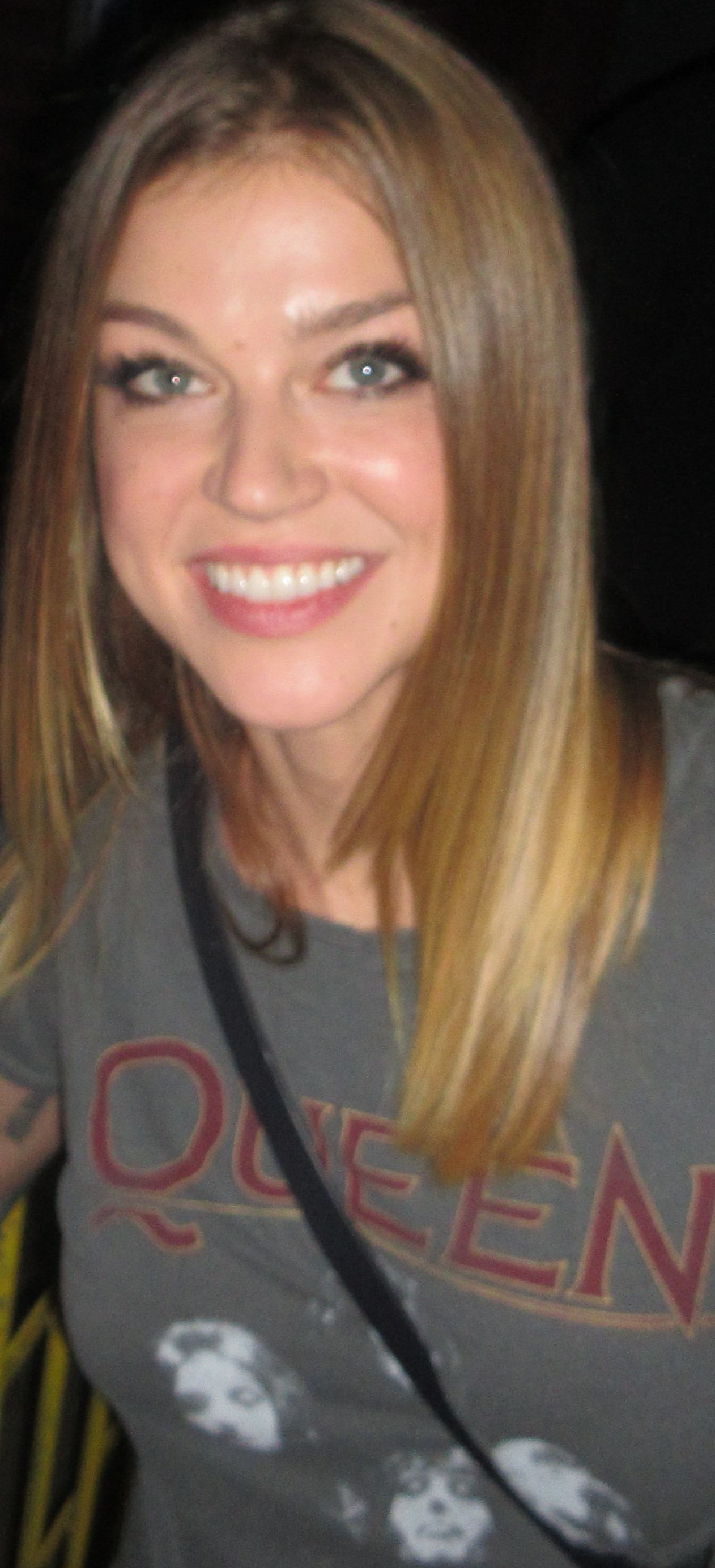
Adrianne Palicki el 2017.

### Cinema
| Curs | Pel·lícula               | Paper                    | Director              | Notes                       |
| ---- | ------------------------ | ------------------------ | --------------------- | --------------------------- |
| 2003 | Rewrite                  | La noia bonica           | Tom Lisowski          | Pel·lícula curta            |
| 2003 | Getting Rachel Back      | Raquel                   | Tom Lisowski          | Pel·lícula curta            |
| 2005 | Popstar                  | Whitney Addison          | Richard Gabai         |                             |
| 2006 | Seven Mummies            | Isabelle                 | Nick Quested          |                             |
| 2009 | Women in Trouble         | Coet Holly               | Sebastian Gutierrez   |                             |
| 2010 | Legion                   | Charlie                  | Scott Stewart         |                             |
| 2010 | Elektra Luxx             | Coet Holly               | Sebastià Guiterrez    |                             |
| 2011 | Waves                    | Novia                    | Thor Gold             | Pel·lícula curta            |
| 2012 | Red Dawn                 | Toni Walsh               | Dan Bradley           |                             |
| 2013 | GI Joe: Retaliation      | Jaye Burnett / Lady Jaye | Jon M. Chu            |                             |
| 2013 | Coffee Town              | Becca                    | Brad Copeland         |                             |
| 2014 | Dr. Cabbie               | Natalie Wilman           | Jean-François Pouliot |                             |
| 2014 | John Wick                | Ms. Perkins              | Txad Stahelski        |                             |
| 2015 | Baby, Baby, Baby         | Sunny                    | Brian Klugman         | Directe al vídeo            |
| 2017 | SWAT: Under Siege        | Ellen Dwyer              | Tony Giglio           | Directe al vídeo            |
| 2017 | It's Supposed to be Easy | Kris                     | Keith Ewell           | Pel·lícula curta            |
| 2021 | With/In: Volume 2        | TBA                      | Sebastian Gutierrez   | segment: "Twenty Questions" |

### Televisió
| Any               | Títol                                | Paper                                 | Notes                                                                          |
| ----------------- | ------------------------------------ | ------------------------------------- | ------------------------------------------------------------------------------ |
| 2004              | Smallville                           | Kara / Lindsay Harrison               | Episodi: "Covenant"                                                            |
| 2004              | Quintuplets                          | Jessica Geiger                        | Episodi: "Love, Lies and Lullabies"                                            |
| 2004              | CSI: Crime Scene Investigation       | Miranda                               | Episodi: "Formalities"                                                         |
| 2004              | The Robinsons: Lost in Space         | Judy Robinson                         | Pilot no venut                                                                 |
| 2005              | North Shore                          | Lisa Ruddnick                         | 2 episodis                                                                     |
| 2005-2009         | Supernatural                         | Jessica Moore                         | 4 episodis                                                                     |
| 2006              | South Beach                          | Brianna                               | 8 episodis                                                                     |
| 2006              | Aquaman                              | Nadia                                 | Pilot no venut                                                                 |
| 2006-2011         | Friday Night Lights                  | Tyra Collette                         | 52 episodis                                                                    |
| 2007              | Winter Tales                         | Noia de vesc                          | 3 episodis                                                                     |
| 2007-2019         | Robot Chicken                        | Diversos personatges (veu)            | 8 episodis                                                                     |
| 2008              | Robot Chicken: Star Wars Episode II  | Padmé Amidala / Jessica / Lexi (veu)  | Especial de televisió                                                          |
| 2009              | CSI: Miami                           | Marisa Dixon                          | Episodi: "Dead on Arrival"                                                     |
| 2009              | Titan Maximum                        | Clare (veu)                           | 4 episodis                                                                     |
| 2010              | Family Guy                           | Tiffani Thiessen (veu)                | Episodi: "Big Man on Hippocampus"                                              |
| 2010              | Lone Star                            | Gat Thatcher                          | 5 episodis                                                                     |
| 2010              | Robot Chicken: Star Wars Episode III | Padmé Amidala / Jessica / Woman (veu) | Especial de televisió                                                          |
| 2011              | Criminal Minds                       | Sydney Manning                        | Episodi: "The Thirteenth Step"                                                 |
| 2011              | Wonder Woman                         | Diana Prince / Wonder Woman           | Pilot no venut                                                                 |
| 2014              | From Duck till Dawn: The Series      | Vanessa Styles                        | 2 episodis                                                                     |
| 2014              | Drunk History                        | Kate Warne                            | Episodi: "Baltimore"                                                           |
| 2014              | About a Boy                          | Dr. Samantha Lake                     | 10 episodis                                                                    |
| 2014              | This Is Why You're Single            | Maria                                 | Pel·lícula de televisió                                                        |
| 2014–2016         | Marvel's Agents of S.H.I.E.L.D.      | Barbara "Bobbi" Morse                 | Repartiment principal; 31 episodis                                             |
| 2016              | Marvel's Most Wanted                 | Barbara "Bobbi" Morse                 | Pilot no venut                                                                 |
| 2017 – actualitat | The Orville                          | Comandant Kelly Grayson               | 26 episodis Nominada: premi Saturn a la millor actriu de televisió (2017-2019) |

### Videos musicals
| Curs | Títol               | Artista (s)                         | Paper        | Notes |
| ---- | ------------------- | ----------------------------------- | ------------ | ----- |
| 2008 | "We Are the Ones"   | will.i.am                           | Ella mateixa |       |
| 2016 | "Where's the Love?" | The Black Eyed Peas (amb The World) | Ella mateixa |       |